# Reddingsklos
Een reddingsklos is een reddingsmiddel dat gebruikt wordt om contact te maken met drenkelingen in het water. Het contact maken met de drenkeling wordt gedaan door middel van het gooien van de klos naar de drenkeling toe. Reddingsklossen zijn te vinden op de bewakingsposten, in verschillende vaartuigen en in verschillende voertuigen van de reddingsbrigade en de KNRM. Daarnaast kunnen gewone mensen ook een reddingsklos in bezit hebben in hun voertuig of vaartuig.

## Opbouw
Een reddingsklos bestaat uit twee kunststof schijven die met een as met elkaar zijn verbonden. Aan de schijven zit een touw van ongeveer 15 tot 17 meter, afhankelijk van de grootte van de schijven. Er zijn twee soorten klossen: een kleine klos met een schijf diameter van 10 cm en een grote klos met een schijf diameter van 12 cm. De schijven zijn vaak oranje gekleurd en blijven uit zichzelf drijven. Het touw is vaak wit of geel-rood gekleurd, is gemaakt van kunststof (meestal nylon) en blijft ook drijven. Hoewel de reddingsklos uit zichzelf blijft drijven, kan een drenkeling zichzelf niet drijvende houden met een reddingsklos.

## Trivia
- Hoewel de reddingsklos een reddingsmiddel is, kan deze ook vaak als hulpmiddel gebruikt worden, bijvoorbeeld bij het zoeken naar drenkelingen op de bodem. Hierbij kan een redder met een reddingsklos aangelijnd worden en dient de lijn van de klos als beveiligingslijn voor de redder.